# Rumex algeriensis
Rumex algeriensis är en slideväxtart som beskrevs av Barratte & Murb.. Rumex algeriensis ingår i släktet skräppor, och familjen slideväxter. Inga underarter finns listade i Catalogue of Life.